# Yoshimasa Ashikaga

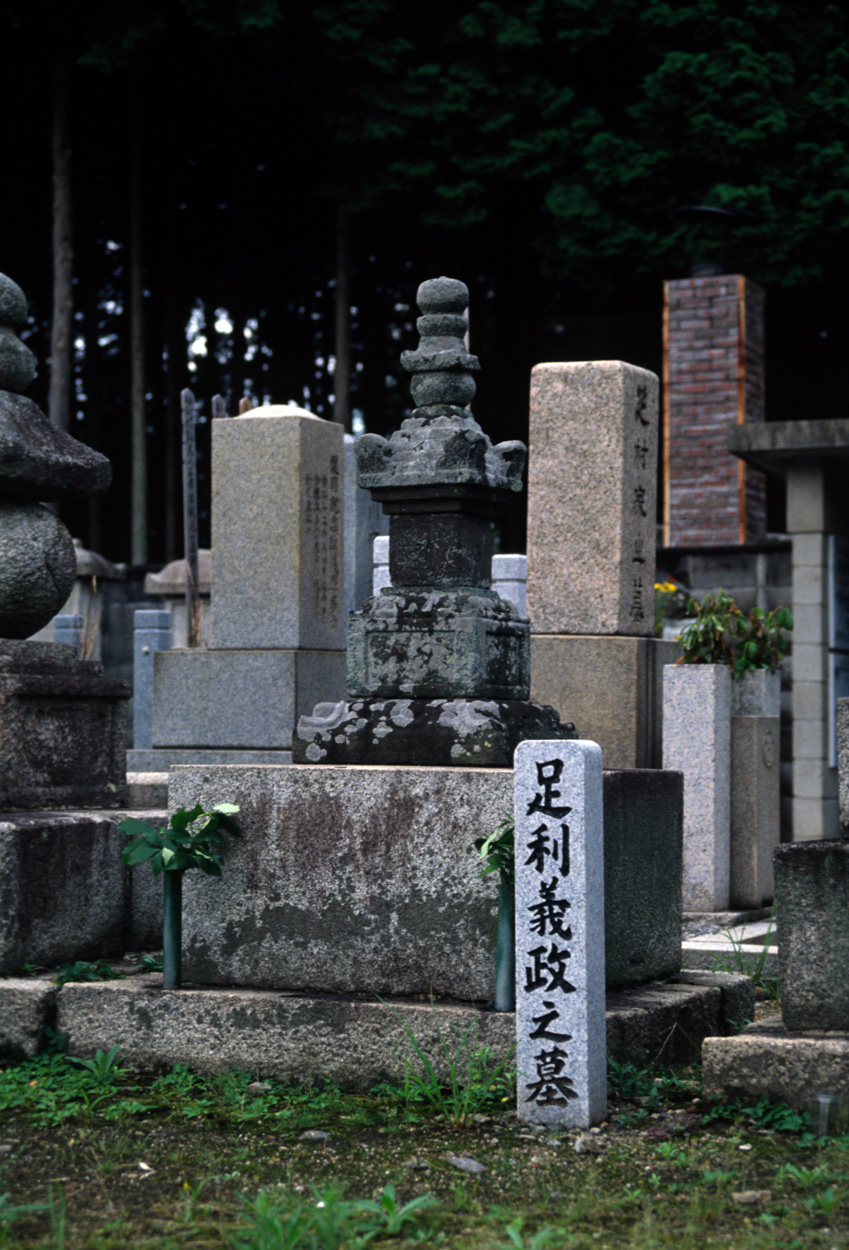
Grób Yoshimasy Ashikagi w Kioto

Yoshimasa Ashikaga (jap. 足利 義政 Ashikaga Yoshimasa; ur. 20 stycznia 1435, zm. 27 stycznia 1490) – ósmy siogun siogunatu Ashikaga. Sprawował władzę w okresie Muromachi w latach 1443–1473. Był synem szóstego sioguna, Yoshinoriego Ashikagi.

## Rządy

### Rozpoczęcie rządów
16 sierpnia 1443, w wyniku obrażeń po upadku z konia podczas przejażdżki, zmarł siódmy siogun Yoshikatsu, dziesięcioletni brat Yoshimasy. Panował jedynie trzy lata. Yoshimasa został wybrany siogunem mając mniej lat niż jego brat, w dniu swojego wyboru. Z powodu swojego młodego wieku samodzielne rządy rozpoczął dopiero w 1449 (do tego czasu rządzili za niego starsi z rodu Ashikaga). Prawdopodobnie wówczas zmienił swoje imię z Yoshinari na Yoshimasa, pod którym jest znany.

### Okres rządów do wojny Ōnin
W roku objęcia przez Yoshimasę rządów "dwór południowy" ponownie wykradł regalia cesarskie. Dwa lata później, w 1445, Katsumoto Hosokawa objął urząd kanrei (lub kanryō; namiestnik, zastępca sioguna, gubernator) w Kioto. W 1446 armia sioguna zadała druzgocącą klęskę armii "dworu południowego".
W 1449 Yoshimasa uzyskał wiek pełnoletni i sam zaczął rządzić, ale był człowiekiem słabym fizycznie i nie był zainteresowany sprawami administracji. Zajmował się przede wszystkim działalnością kulturalną, zostawiając aparat państwowy urzędnikom bakufu. W tym samym roku jego krewny, Shigeuji Ashikaga, został kolejnym Kantō-kubō (odpowiednikiem sioguna, w prowincjonalnym rządzie w Kamakurze, ustanowionym przez siogunat Ashikagów). W latach 1450–1455 zaczął się konflikt między Kantō-kubō, Shigeujim Ashikagą a jego kanrei, co doprowadziło do wojny domowej. Innymi jej przyczynami były:
- 1454 - brak zgody na sukcesję rodu Hatakeyama na stanowisko kanrei[6] (po Mochikunim Hatakeyamie objął je Katsumoto Hosokawa);
- 1455 - brak porozumienia w Kamakurze pomiędzy kubō i jego kanrei z rodu Uesugi[6];
- 1458 - powrót cesarskich regaliów na "północny dwór"[6];
- 1460 - Hatakeyama rozpoczyna bunt przeciw Yoshimasie[6];
- 1464 - adopcja brata Yoshimasy, Yoshimiego Ashikagi[6];
- 1466 - narodziny Yoshihisy, syna sioguna Yoshimasy (w tym samym roku wstępuje na tron cesarz Go-Tsuchimikado)[6].
- 1467 - rozpoczyna się wojna Ōnin.

### Wojna Ōnin
Wojna Ōnin rozpoczęła się w 1467. W historiografii japońskiej traktowana jest jako punkt zwrotny w historii siogunatu Ashikaga (zwanego także Muromachi-Ashikaga). Stanowiła cezurę pomiędzy względnym rozkwitem siogunatu a jego względnym upadkiem.
Główną przyczyną wojny był spór o sukcesję wewnątrz rodu Ashikaga: w 1464 Yoshimasa, nie mając jeszcze własnego potomka, wyznaczył na następcę swojego brata Yoshimiego. Decyzję tę zmienił, gdy w 1466 Tomiko Hino urodziła mu syna, Yoshihisę. Jednakże jego brat, nie chcąc się wyrzec obiecanego urzędu, szukał wsparcia u kanrei Katsumoto Hosokawy. Natomiast z tego samego powodu Tomiko prosiła Mochitoyo Yamanę o inwestyturę dla Yoshihisy.
Ta sytuacja spowodowała wybuch wojny pomiędzy dwoma daimyō, którzy byli już od dłuższego czasu w konflikcie. Wojna przyniosła im obu śmierć w 1473. W trakcie walk główna jej przyczyna przestała istnieć, gdy Yoshimi przeszedł na stronę Yamany, a Yoshimasa abdykował i przekazał urząd w ręce swojego syna Yoshihisy. Wojna wygasła w 1477.

## Następcy Yoshimasy
Kiedy Yoshimasa zdecydował, że Yoshihisa może przejąć urząd sioguna, nie przewidział, że go przeżyje (w 1489 Yoshihisa został zabity w Ōmi przez Takayoriego Rokkaku). Yoshimasa ponownie przejął rządy i jako siogun pogodził się z bratem i wyznaczył jego syna Yoshitane na następcę. Rok przed śmiercią Yoshimasa adoptował także syna swojego młodszego brata, Masatomo, o imieniu Yoshizumi. W 1493 po wygnaniu Yoshitane został on kolejnym, jedenastym siogunem z rodu Ashikaga.

## Kultura Higashiyama
Ósmy siogun, Yoshimasa, bardziej interesował się kulturą niż polityką. Jego dokonania nazwano kulturą Higashiyama (Higashiyama-bunka) lub okresem Higashiyama (Higashiyama-jidai). Higashiyama to nazwa góry we wschodniej części Kioto, gdzie Yoshimasa zbudował swoją rezydencję, sławny Srebrny Pawilon.
Kultura Higashiyama pozostawała pod wpływem kultury chińskiej dynastii Ming oraz buddyzmu zen. Rozwinęła się sztuka ceremonialnego przygotowywania i picia herbaty, układania kwiatów (ikebana) i malarstwa tuszem. Powstał teatr nō (także w tradycyjnym zapisie Noh), wykształciła się etyka wabi-sabi, a kultura arystokracji dworskiej (kuge) i klasy wojowników (bushi) zbliżyły się do siebie.
W historii okresu kultury Higashiyama, kilka dat jest godnych uwagi:
- 1459 - siogun Yoshimasa zbudował nowe mikoshi i ufundował nowy komplet szat razem z akcesoriami na święto z okazji odnowienia chramu Atsuta w latach 1457-1459[9];
- 1460 - Yoshimasa rozpoczął planowanie budowy nowej willi z ogrodem, w której zamierzał mieszkać po abdykacji[10]. Po jego śmierci przekształcono ją w buddyjską świątynię ku czci bogini Kannon, oficjalnie znaną jako Jishō-ji lub Świątynią Srebrnego Pawilonu (Ginkaku-ji)[11];
- 21 lutego 1482 - rozpoczęto budowę Srebrnego Pawilonu[12].
- 27 stycznia 1490 - były siogun Yoshimasa umiera w wieku 57 lat w swojej posiadłości[13], co kończy okres kultury Higashiyama.

## ErybakufuYoshimasy
Lata rządów siogunów dzielone są na ery zwane nengō
- Hōtoku (1449-1452)
- Kyōtoku (1452-1455)
- Kōshō (1455-1457)
- Chōroku (1457-1460)
- Kanshō (1460-1466)
- Bunshō (1466-1467)
- Ōnin (1467-1469)
- Bunmei (1469-1487)
- Chōkyō (1487-1489)
- Entoku (1489-1492)